# Hannu Raittila
Hannu Raittila, född 23 november 1956 i Helsingfors är en finsk författare som skrivit noveller, romaner, tv-manus och radioteater. Han debuterade 1993 med novellsamlingen Pakosarja.
Han är son till målaren Tapani Raittila och gift med författaren Leena Lander.

## Priser och utmärkelser
- 1994 – Kalevi Jäntti-priset[1]
- 1998 – Olvi-stiftelsens litteraturpris[1]
- 1998 – Finlandspriset[2]
- 2001 – Finlandiapriset[2]
- 2009 – Pro Finlandia-medaljen[3]
- 2014 – Runebergspriset[2]